# Carl Richard Hagen
Carl Richard Hagen (Chicago, 2 de fevereiro de 1937) é um físico teórico estadunidense.

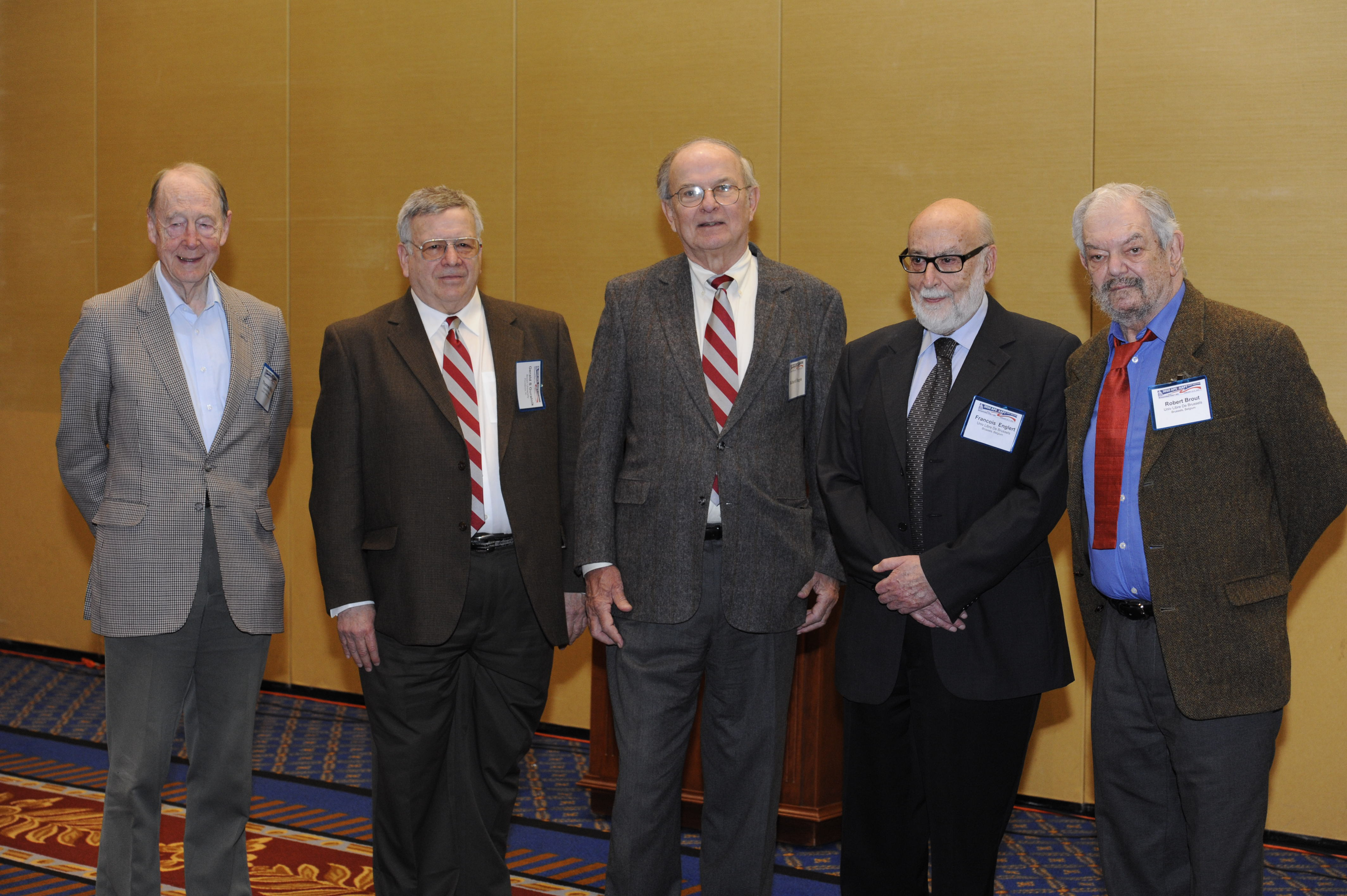
Tom Kibble, Gerald Guralnik, Carl Richard Hagen, François Englert e Robert Brout na cerimônia de entrega do Prêmio Sakurai de 2010